# Oxycarenidae
Los oxicarénidos (Oxycarenidae) son una familia de insectos hemípteros del infraorden Pentatomomorpha.
Contiene 20 géneros y 140 especies descritas.

## Géneros
- Anomaloptera Amyot & Serville, 1843
- Auchenodes Horvath, 1891
- Bethylimorphus Lindberg, 1953
- Bianchiella Reuter, 1907
- Bogdiana Kerzhner, 1964
- Brachyplax Fieber, 1860
- Bycanistellus
- Camptotelus Fieber, 1860
- Crophius
- Dycoderus
- Jakowleffia Puton, 1875
- Leptodemus Reuter, 1900
- Macroplax Fieber, 1860
- Macropternella Slater, 1957
- Metopoplax Fieber, 1860
- Microplax Fieber, 1860
- Neaplax
- Neocamptotelus Hoberlandt, 1987
- Notocoderus
- Oxycarenus Fieber, 1837
- Philomyrmex R.F. Sahlberg, 1848
- Tropidophlebia Kerzhner, 1964